# The Baggy's Rehearsal Sessions
Albums de Jimi Hendrix
Live in Ottawa
(2002) Blue Wild Angel: Live at the Isle of Wight
(2002)
The Baggy's Rehearsal Sessions est un album de Jimi Hendrix sorti en 2002.

## Les titres
1. Burning Desire
2. Hoochie Coochie Man
3. Message to Love
4. Ezy Ryder
5. Power of Soul
6. Earth Blues
7. Changes
8. Lover Man
9. We Gotta Live Together
10. Baggy's Jam
11. Earth Blues
12. Burning Desire

## Le Band of Gypsys en répétition
Le cinquième volume de la série initiée par Dagger Records nous permet d’assister aux répétitions du Band of Gypsys aux studios Baggy en décembre 1969.
Il présente certaines faiblesses : le chant de Jimi Hendrix n’a pas toujours la conviction d’un enregistrement studio classique (ce qui est logique en répétition), le son est assez brut et certains titres n’apportent pas grand-chose.
Mais il a aussi ses qualités. Earth Blues est présenté dans des prises nettement plus réussies que celle publiée sur le Live at the Fillmore East. La seconde prise montre même un Band of Gypsys jouant avec moins de retenue que lors des concerts, avec un Billy Cox plus aventureux qu’à l’accoutumée. 
Les versions de Message to Love, Lover Man ou Ezy Ryder sont réussies. Cette dernière est d’ailleurs supérieure à la plupart des versions live que l’on pourra entendre par la suite, tant par le Band of Gypsys que par le trio Hendrix/Cox/Mitchell.
Avec Machine Gun, Power of Soul était un des titres phares du Band of Gypsys. Les versions Live officielles sont d’ailleurs remarquables. Celle-ci est aussi excellente, montrant toutes les qualités du groupe. Buddy Miles et Billy Cox sont ici utilisés au mieux.
Enfin, et surtout, l’album rend justice à Burning Desire. Les sessions s’ouvrent en effet en terrain connu pour les amateurs du guitariste : les deux premiers titres servaient de plat de résistance à la face 2 de Loose Ends, quatrième album studio posthume, passablement décrié.

## Les musiciens
- Jimi Hendrix : guitare, chant
- Billy Cox : basse
- Buddy Miles : batterie, chant